# Melanie Wight
Melanie Wight est une femme politique canadienne, elle est élue à l'Assemblée législative du Manitoba lors de l'élection provinciale de 2011 Il représente la circonscription de Burrows en tant qu'un membre du Nouveau Parti démocratique du Manitoba.